# ديفيد أثيرتون
ديفيد أثيرتون (بالإنجليزية: David Atherton)‏ هو موزع بريطاني، ولد في 3 يناير 1944 في بلاكبول في المملكة المتحدة.

## وصلات خارجية
- ديفيد أثيرتون على موقع IMDb (الإنجليزية)
- ديفيد أثيرتون على موقع ميوزك برينز (الإنجليزية)
- ديفيد أثيرتون على موقع ديسكوغز (الإنجليزية)